# Hlavostojka orinocká
Hlavostojka orinocká (Caenotropus mestomorgmatos) je paprskoploutvá ryba z čeledi hlavostojkovití (Chilodontidae).
Druh byl popsán roku 1995 ichtyology Richarden P. Varim, Josém Luisem Castrem Aguirre a Sandrou Raredon.

## Popis a výskyt
Maximální délka ryby je 19,2 cm.
Tělo a hlava jasně stříbrné s občasnými černými skvrnami. Hřbetní ploutve tmavě pigmentované. Ostatní ploutve průhledné či světle žluté.
Byla nalezena ve vodách Jižní Ameriky: Orinoko, Río Negro.